# 小田榮站

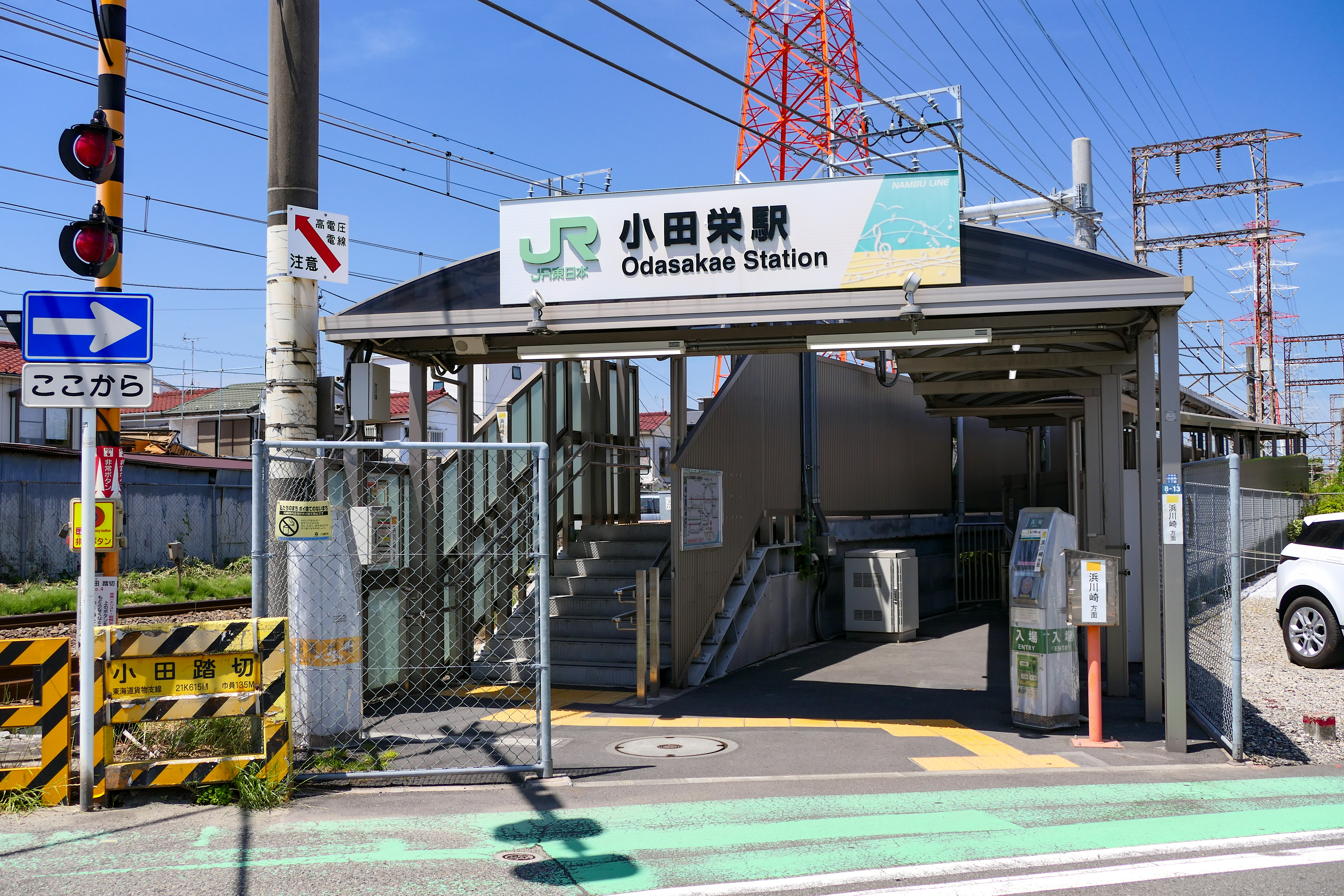
往濱川崎方向的入口(2023年5月)

小田榮站（日语：／ Odasakae eki */?）是位於神奈川縣川崎市川崎區小田榮一丁目，屬於東日本旅客鐵道（JR東日本）南武線支線（南武支線、濱川崎支線）的鐵路車站。車站編號是JN 53。

## 歷史
車站開業前小田榮地區已新建了不少商業設施及公寓，使到當地人口飛躍地增加。為了使交通更方便和促進城鎮發展，JR東日本與自治團體合作並考慮將當時未建成的小田榮車站作為「戰略的新車站」第1號，並旨在提高鐵路的便利性和增加乘客量。2015年（平成27年）1月29日，JR東日本與川崎市為了提高南武線周邊的形象及改善育兒環境善，兩者除了締結合作協定外，首要就將新車站的構想具體化。在國鐵民營化後，成為第一個在川崎市內啟用的新車站。另外， 東日本旅客鐵道横濱支社在1996年（平成8年）成立後，成為管内最初設置的車站。而管内前一個設置的旅客車站，是正值國鐵民營化後的1988年（昭和63年）3月13日開業的 横濱線古淵車站，相隔28年。
至於車站名，由2015年8月5日到21日為止讓當地居民進行投票，在「小田榮」（おださかえ）、「小田川崎」（おだかわさき）及「小田彌榮」（おだやさか）中3選1決定。同年9月4日公佈的的投票結果中「小田榮」在1,125票中得到889票的多數票。根據該結果，於同月24日JR東日本横濱支社發表新車站名稱為「小田榮車站」。

### 當地的反應
當地居民認為未來在武藏小杉車站轉車往東京方向雖然能快一點，但是南武支線的班次少也不能直達川崎車站，另外坐巴士比較方便所以覺得有了車站也不是應該沒有人用嗎。最後在車站啟用時同時加密了列車的班次。

### 年表
- 2015年（平成27年）
  - 1月29日：發表正檢討在川崎新町車站 - 濱川崎車站間之間設立小田榮新車站[1][2]。
  - 9月24日：車站正式名稱定為小田榮。
- 2016年（平成28年）3月26日：開業[1][5]。

## 車站結構

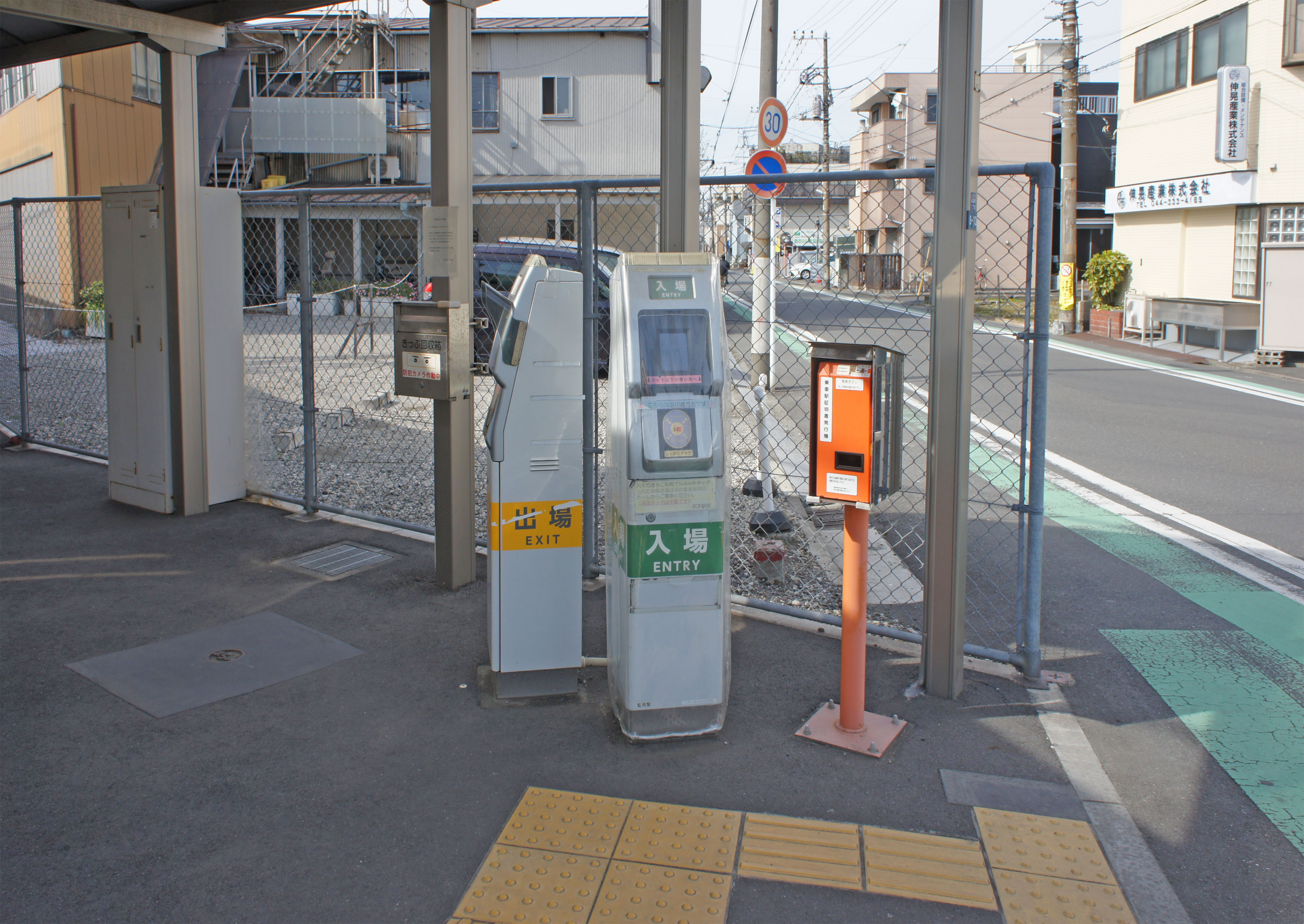
1號月台驗票口(2022年4月)

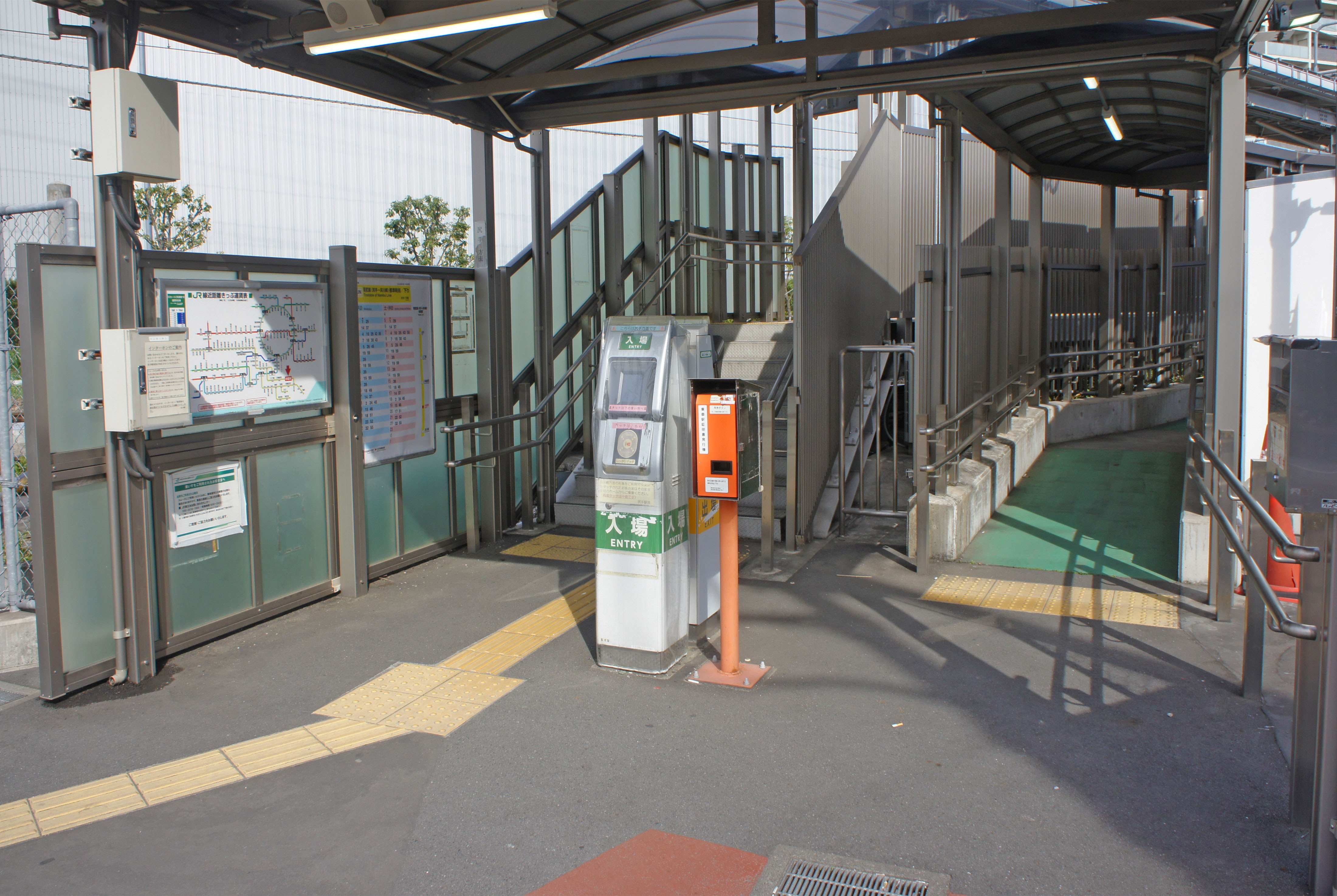
2號月台驗票口(2022年4月)

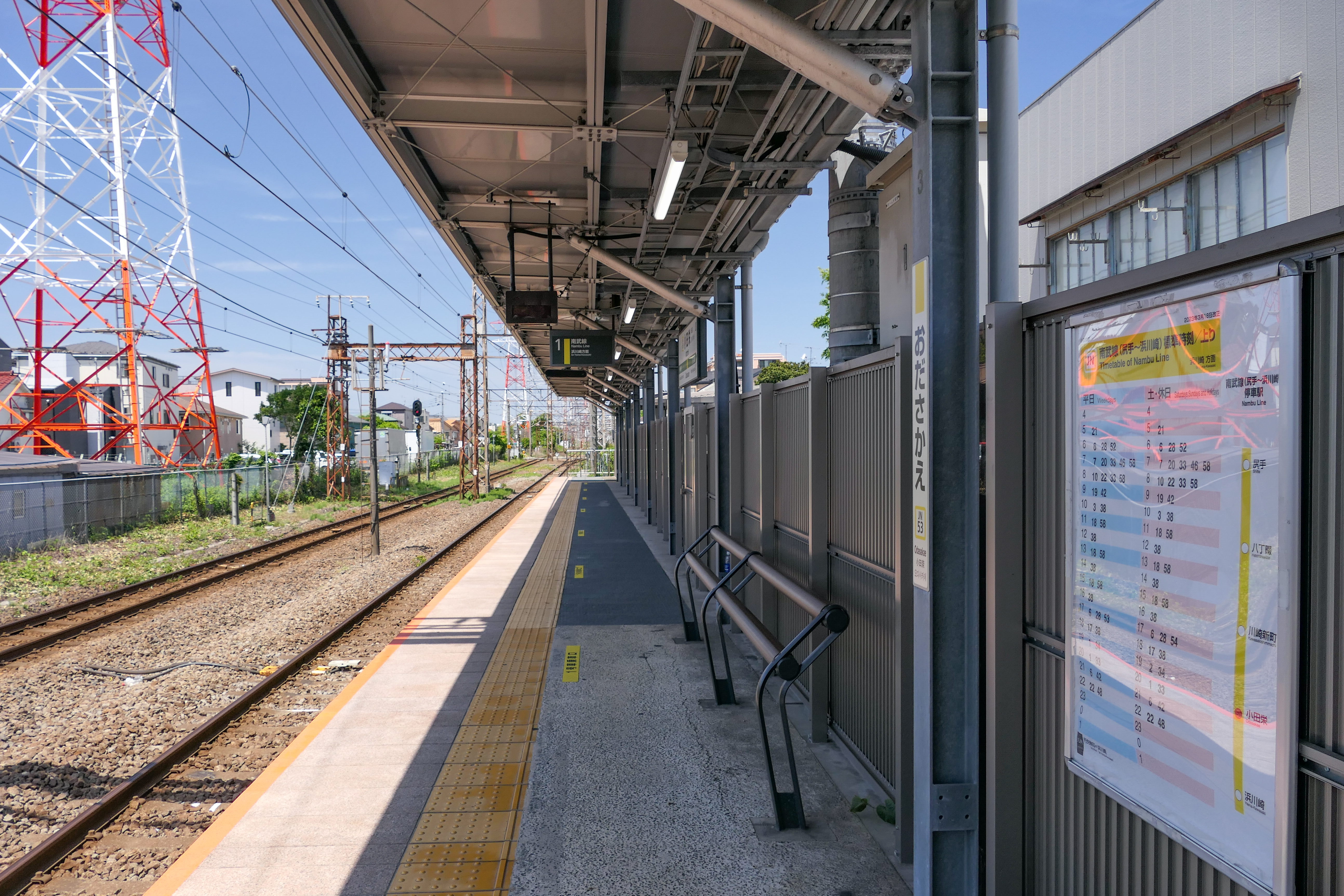
1號月台(2023年5月)

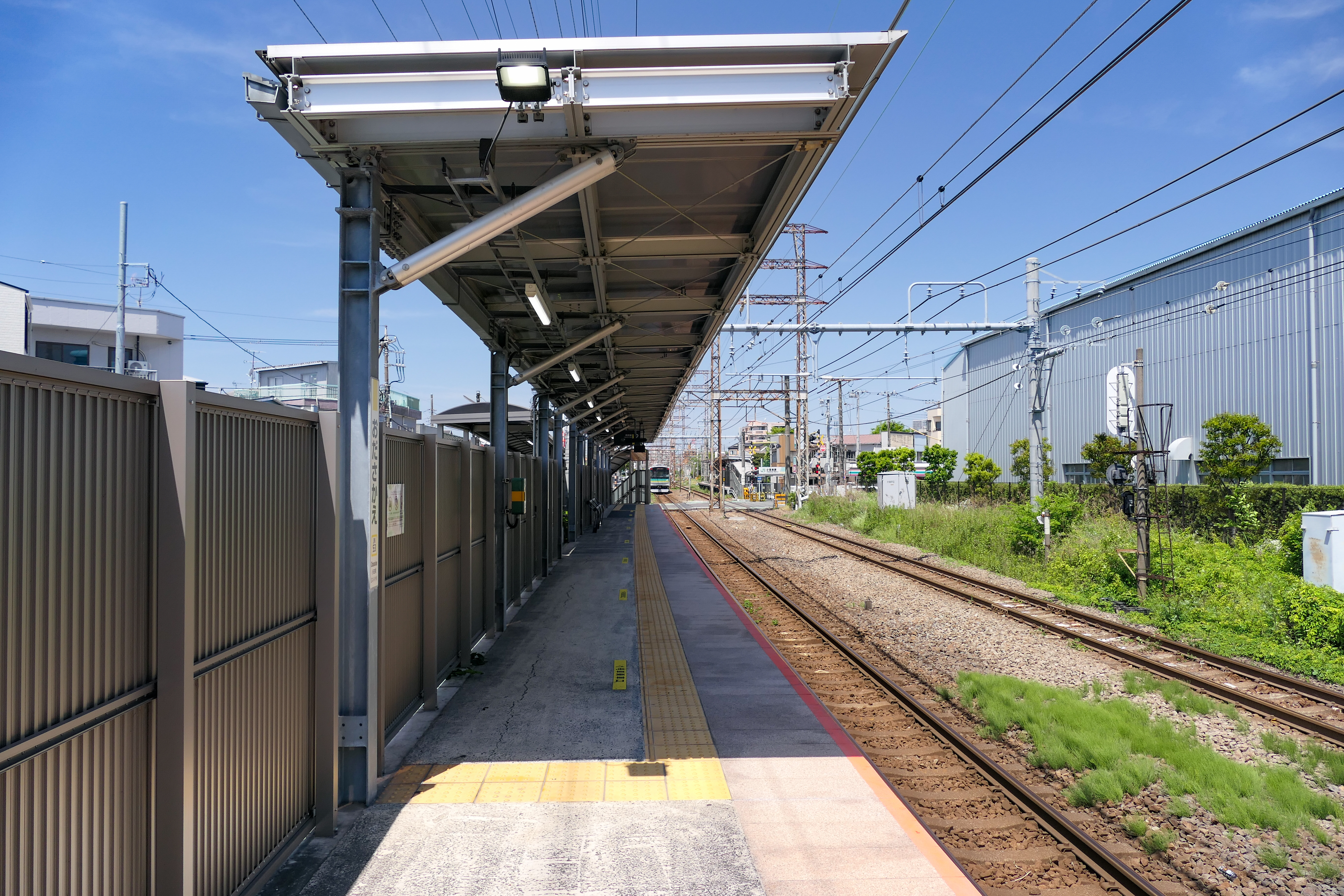
2號月台(2023年5月)

本站為對向式月台2面2線的地面車站。而車站的建設標榜「低成本化・短工期化」，為簡易構造的無人車站（由尻手車站管理）。月台設有防止跌到的斜坡、簡易Suica入閘機及乘車車站証明書發行機。另外，為了減少在小田榮車站增設車費計算系統的成本，車費計算上與斴近的川崎新町車站當作同一個車站處理（後述）。
月台的設置是以小田平交道上X字形的道路作為基點，上下線的月台分別座落在道路的對角線上。平交道北面的月台（小田榮1丁目）為濱川崎方向，而平交道南面（小田榮2丁目）則為尻手方向。至於原因，川崎市以「不轉移電氣設備，是為了不增加工程費用」作說明。此外，在關於當地居民「希望設置跨線橋將兩個月台連結在一起」的意見，川崎市以「由於附近設有高壓電纜的關係，在車輛上方設置的方法為不可行，但已考慮在將來挖掘地下通道等作為對策」回答。

### 月台配置
| 月台 | 路線   | 方向 | 目的地           |
| ---- | ------ | ---- | ---------------- |
| 1    | 南武線 | 上行 | 濱川崎、扇町方向 |
| 2    | 南武線 | 下行 | 八丁畷、尻手方向 |

## 使用情況
乘搭人次在車站的整備穩定後1日約3,500人。

## 車站周邊
- 伊藤洋華堂 川崎店
- Kohnan PRO（日语：コーナン） 川崎小田榮店
- Nojima（日语：ノジマ） 川崎小田栄店
- 川崎市立東小田小学校

## 巴士路線
最近的巴士站是「小田平交道」，由川崎鶴見臨港巴士營運，有「川25」及「川26」系統共兩條同為前往川崎車站的路線。

## 車費計算的特例
- 該站雖然位於川崎市內，但根據JR特定都區市内制度中以「横濱市內」的車站處理。
- 雖然與川崎新町車站相距700米，但是兩車站之間車費賃計算是根據川崎新町車站並當作同一個車站處理[10][12]。
  - 為此乘搭小田榮車站 - 川崎新町車站區間的場合，由於被當作同一車站上落所以無法使用智能卡[注 3]，只能使用車票或現金精算（140日圓）[13]。
  - 另外，該站發行的乘車車站証明書（日语：乗車整理券#乗車票・乗車駅証明書）上印刷的站名為「川崎新町車站」。

※八木西口車站（近鐵大阪線・橿原線），另外是小田榮車站啟用後建成的足利花卉公園站（JR兩毛線）、東武世界廣場站（東武鬼怒川線）也是使用同樣的運作模式。

## 相鄰車站
東日本旅客鐵道（JR東日本）
 南武線支線（濱川崎支線）
川崎新町（JN 52）－小田榮（JN 53）－濱川崎（JN 54）
東海道貨物線
濱川崎－小田榮－川崎新町

## 關聯條目
- 日本鐵路車站列表

## 外部連結
- 車站資訊（小田榮）：東日本旅客鐵道